# Juan de Juanes
Juan de Juanes (Joan de Joanes en valencien), est né à La Font de la Figuera sous le nom de Vicente Juan Masip, fils de Vicente Masip près de Valence (Espagne) vers 1507. Il est mort à Bocairente (Espagne) le 21 décembre 1579. Considéré comme le plus important peintre de son époque à Valence, il est surnommé le second Raphaël). Il s'est consacré principalement à la peinture religieuse. 
Son œuvre se caractérise par « la dignité de la conception, la précision du dessin, la vérité et la beauté de la couleur et la minutie de la finition ».

## Biographie
Le père de Juan de Juanes , Juan Vicente Masip est un peintre reconnu à Valence. L'attribution de certaines œuvres au père ou au fils est incertaine.
Juan de Juanes se forme à Valence, dans l'atelier de son père. Son style a été influencé par celui de l'Italien Sebastiano del Piombo, ce qui pourrait laisser penser qu'il est allé étudier à Rome, dans l'atelier d'un élève de Raphaël. Mais cette hypothèse est rejetée aujourd'hui, car Juan de Juanes pourrait avoir absorbé cette influence en étudiant les peintures italiennes qui circulaient au royaume de Valence. 
Il entreprend sa première œuvre en solitaire en 1534, avec la commande du retable de Saint Eloi pour l'église de Santa Catalina, lequel a été abîmé par un incendie en 1584 puis copié par Francisco Ribalta. 
Il épouse Jeronima Comes, parente du compositeur Juan Bautista Comes, maître organiste de la Chapelle Royale de Madrid; le couple a eu trois enfants. En contact avec les milieux humanistes de son époque, il décide de latiniser son nom. Il a mené une vie austère, considérant la peinture comme un acte de dévotion et se consacrant essentiellement à peindre des œuvres religieuses, dont on peut voir les principaux titres ci-dessous. 
Il est considéré comme le fondateur de l'École de Valence. Son œuvre a été poursuivie par son fils Vicent Macip Comes, aussi connu sous le nom de Vicente Joanes, et par ses filles Dorotea Joanes (morte en 1609) et Margarita Joanes (morte en 1613). Il a influencé Nicolás Borrás, Cristóbal Llorens, Miguel Joan Porta, Mateu López, ainsi que Francisco Ribalta.
Le musée du Prado possède 18 de ses tableaux.

## Œuvres
- Sauveur à l'hostie et au calice (101 × 63 cm, Musée des beaux-arts de Budapest ; la relique supposée du Saint Calice se trouve dans la Cathédrale de Valence)
- La Cène (plusieurs versions)
- Saint Sébastien dans la synagogue,
- L'enterrement de saint Étienne
- Vierge à l'Enfant avec saint Jean-Baptiste et saint Jean (Musée de l'Ermitage, Saint-Pétersbourg),
- Saint Vincent Ferrier (Musée de l'Ermitage, Saint-Pétersbourg)
- L'Annonciation de sainte Anne (Musée de l'Ermitage, Saint-Pétersbourg)
- La procession au Mont Gargano (Musée des Beaux-Arts de Pau)
- La Sainte Famille (plusieurs versions)
- L'Immaculée Conception, considérée comme son œuvre la plus célèbre.
- Portrait d'Alphonse V d'Aragon, 1557 (Musée de Saragosse)
- Calavera o Memento mori (Musée des beaux-arts de Valence).

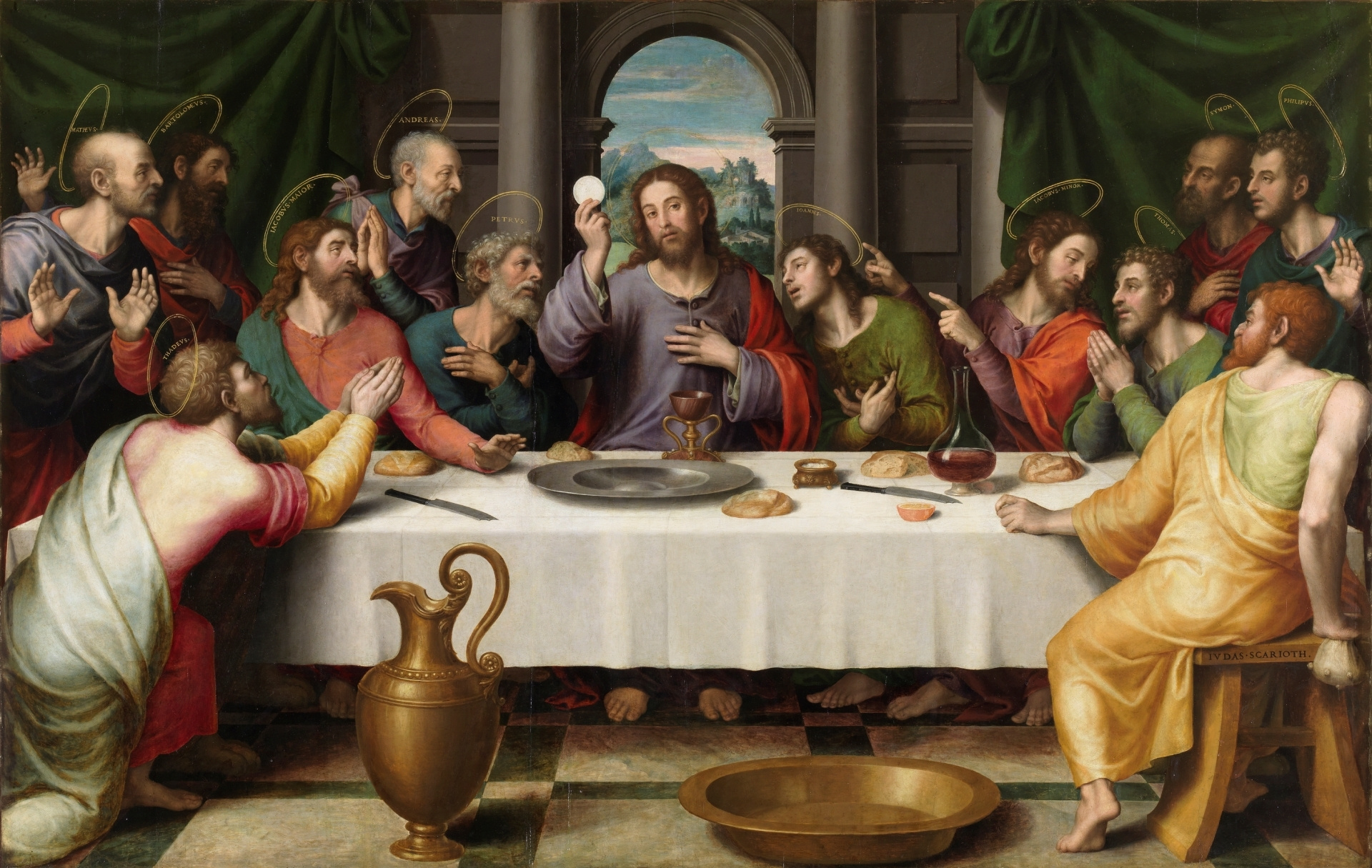
La Cène, Musée du Prado
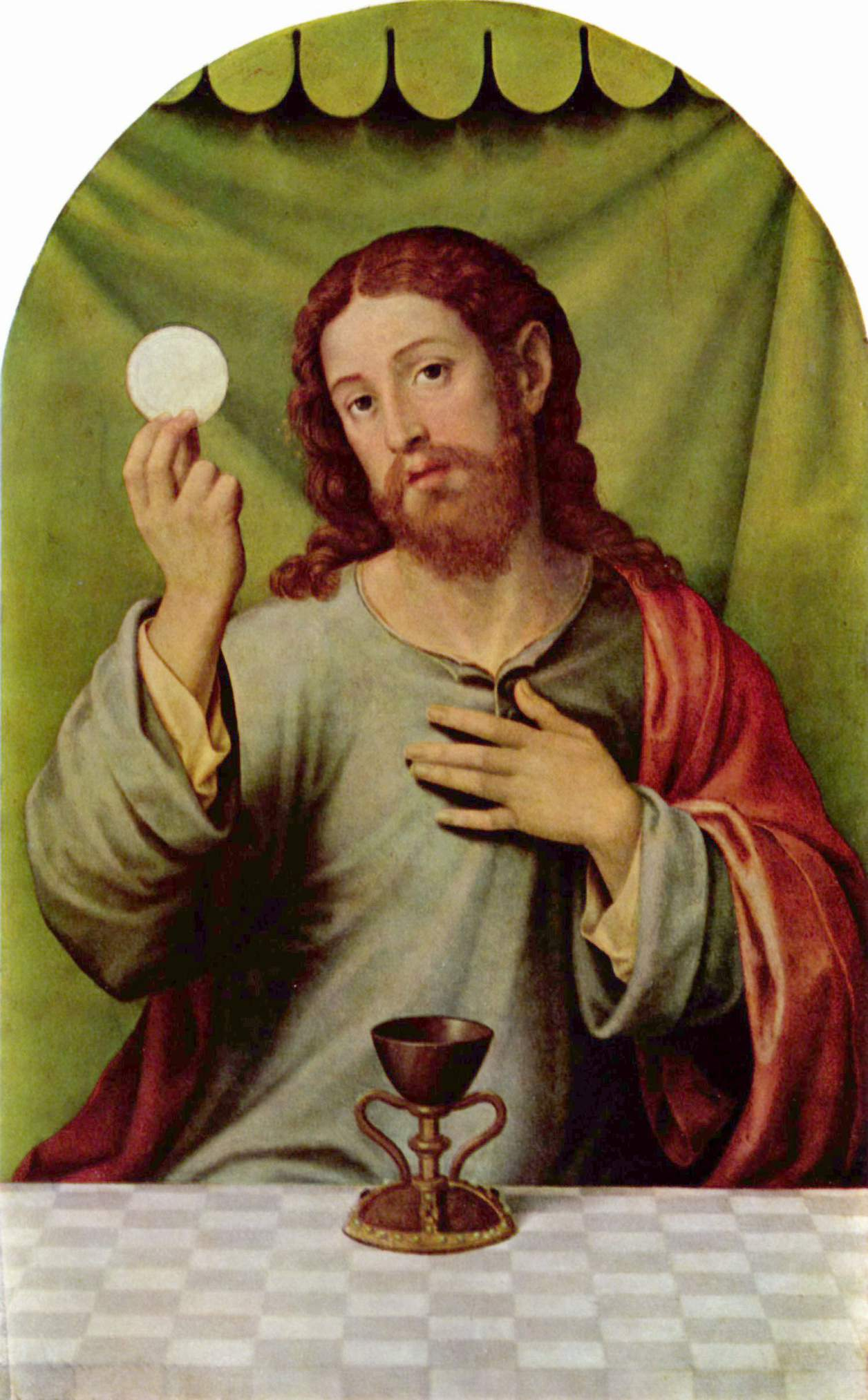
Sauveur à l'hostie et au calice. Musée des Beaux-Arts de Budapest
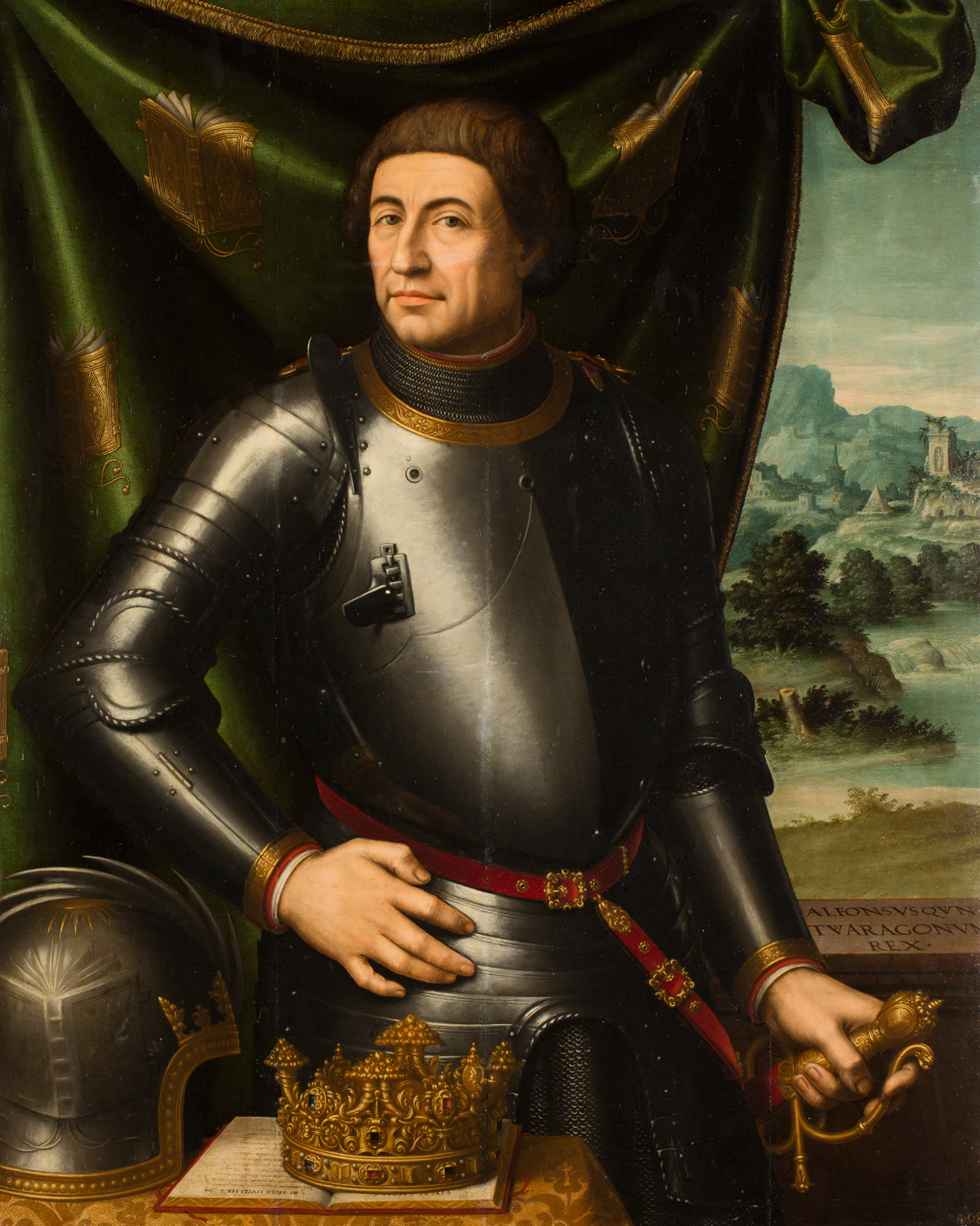
Alphonse V d'Aragon,  1557
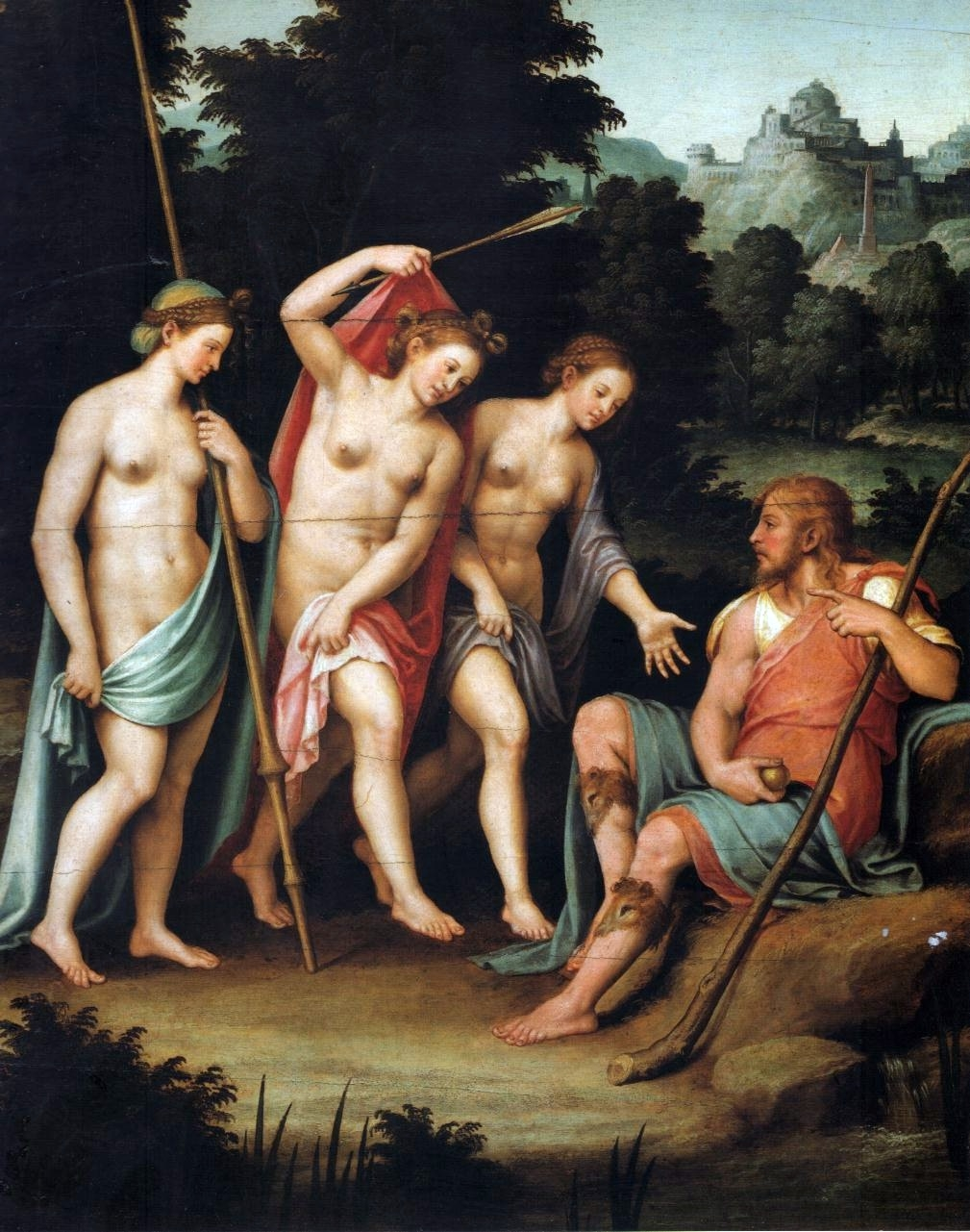
Le Jugement de Pâris
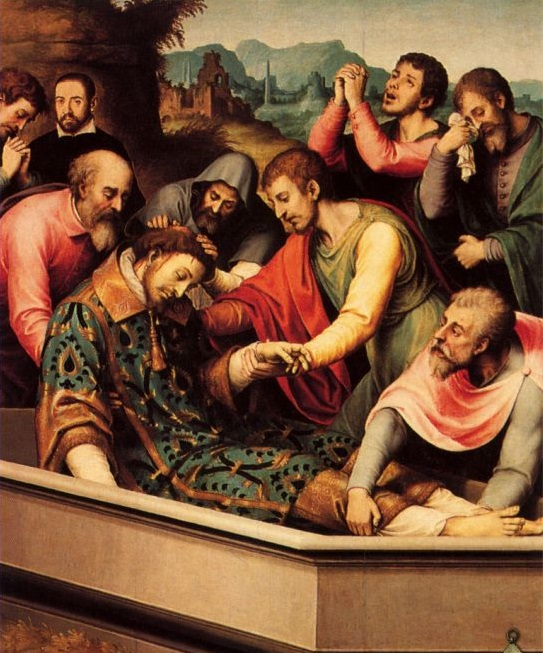
L'enterrement de Saint-Étienne, musée du Prado
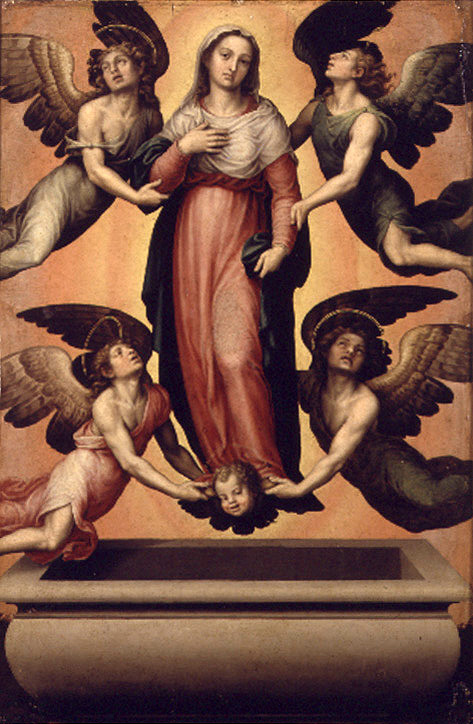
Assomption de la Vierge, 1578

## Sources
- Chisholm, Hugh, ed. (1911). "Joanes, Vicente". Encyclopædia Britannica. 15 (11th ed.). Cambridge University Press. p. 421.
- Paul Mantz, Histoire des peintres de toutes les écoles.... tome 2, Paris, Renouard, 1883-1884, 224 p. (lire en ligne), p. 1-8
- Louis Viardot, Notices sus les principaux Peintres de l'Espagne: Ouvrage servant de texte à la galerie Aguado, p. 83-89, Gavard éditeur, Paris, 1839  (lire en ligne)